# Claire-Fontaine
Pour les articles homonymes, voir Claire et Fontaine.
Claire-Fontaine était un village canadien situé dans le comté de Kent, au nord-est du Nouveau-Brunswick. Il était compris dans la paroisse de Carleton. Il y eut un bureau de poste de 1907 à 1955. Le village est exproprié en 1969 pour la création du parc national de Kouchibouguac.

## Personnalités
- Jackie Vautour, militant contre l'expropriation et pour les droits des Métis.

## Annexe